# Lepidium flavum
Lepidium flavum là một loài thực vật có hoa trong họ Cải. Loài này được Torr. mô tả khoa học đầu tiên năm 1857.